# 皮博迪自然史博物館
皮博迪自然史博物館（英語：Peabody Museum of Natural History）位于美国康涅狄格州纽黑文惠特尼大道170号，属于耶鲁大学，是世界上历史最悠久，规模最大，藏品最丰富的大学自然史博物馆之一。

## 历史
它是由美国慈善家乔治·皮博迪为他的外甥、古生物学家奥塞内尔·查利斯·马什创建于1866年。最为公众所知的是恐龙大厅，其中包括迷惑龍标本和110-英尺（34-）长的壁画《爬行动物时代》。